# گریت برینگتن (حوزه سرشماری)، ماساچوست
گریت برینگتن (به انگلیسی: Great Barrington) یک منطقهٔ مسکونی در ایالات متحده آمریکا است که در شهرستان برکشر، ماساچوست واقع شده‌است. گریت برینگتن ۳٫۷ کیلومتر مربع مساحت و ۲٬۲۳۱ نفر جمعیت دارد و ۲۱۵ متر بالاتر از سطح دریا واقع شده‌است.